# Estela Barnes de Carlotto
Estela Barnes de Carlotto, née le 22 octobre 1930 à Buenos Aires, est une militante argentine des droits de l'homme. Elle est la présidente de l'association Grands-mères de la place de Mai, dont le but est de retrouver la véritable identité des enfants volés sous la dictature argentine.

## Biographie

### Enfance et vie de famille
Estela de Carlotto est née en 1930 dans une famille d'origine anglaise, de Miguel Alejandro Barnes, receveur des postes, et Edwig Frances May Wauer, femme au foyer. 
Elle épouse Guido Carlotto avec lequel elle a quatre enfants. Elle est institutrice, puis directrice d'une école de Brandsen.

### Pendant la Guerre sale
Le 26 novembre 1977, sa fille Laura Carlotto, membre des Montoneros, est arrêtée par la dictature militaire. Elle est alors enceinte de son compagnon Oscar Montoya, qui est torturé et exécuté dans les locaux de l'ESMA après avoir été lui aussi capturé. 
Estela de Carlotto tente d'intercéder auprès de Reynaldo Bignone dont elle connaît la sœur Marta pour obtenir que sa fille ait la vie sauve, mais en vain.
Laura Carlotto donne naissance à un fils le 26 juin et est exécutée deux mois plus tard . Comme des centaines d'autres, l'enfant est enlevé et donné à adoption sous une fausse identité. Le corps de la mère est rendu à la famille, ce qui est exceptionnel : la plupart des desaparecidos étaient enterrés dans des fosses communes ou jetés à la mer lors des vols de la mort.

### Engagement avec les Grands-mères de la place de Mai
Estela de Carlotto rejoint l'association Grands-mères de la place de Mai en avril 1978, s'y consacre à plein temps en prenant sa retraite à partir d'août 1978, et en devient présidente en 1989.
En 2003, elle reçoit le prix des droits de l'homme des Nations unies .
Le 5 août 2014, elle retrouve son petit-fils Guido Montoya Carlotto qui vivait depuis sa naissance sous l'identité d'Ignacio Hurban. C'est le 114e petit-enfant retrouvé par l'association.